# Златопол
Златопол (на руски: Златополь) е хутор в Кантемировски район на Воронежка област на Русия.
Влиза в състава на селището от селски тип Михайловское.

## География

### Улици
- ул. Фермерская.